# Liste der Biografien/M
Liste der Biografien |
Portal Biografien |
Personensuche
# |
A |
B |
C |
D |
E |
F |
G |
H |
I |
J |
K |
L |
M |
N |
O |
P |
Q |
R |
S |
T |
U |
V |
W |
X |
Y |
Z |
?
 
Ma |
Mb |
Mc |
Md |
Me |
Mf |
Mg |
Mh |
Mi |
Mj |
Mk |
Ml |
Mm |
Mn |
Mo |
Mp |
Mq |
Mr |
Ms |
Mt |
Mu |
Mv |
Mw |
Mx |
My |
Mz
Die Liste der Biografien führt alle Personen auf, die in der deutschsprachigen Wikipedia einen Artikel haben. Dieses ist eine Teilliste mit 12 Einträgen von Personen, deren Namen mit dem Buchstaben „M“ beginnt.

## M
- M Huncho (* 1993), britischer Rapper
- M, Myriam von (* 1977), deutsch-amerikanische Krebsaktivistin
- M-Töpfer, attischer Töpfer
- M. I. A. (* 1975), britische Sängerin und MusikproduzentinM. I. A. (* 1975)

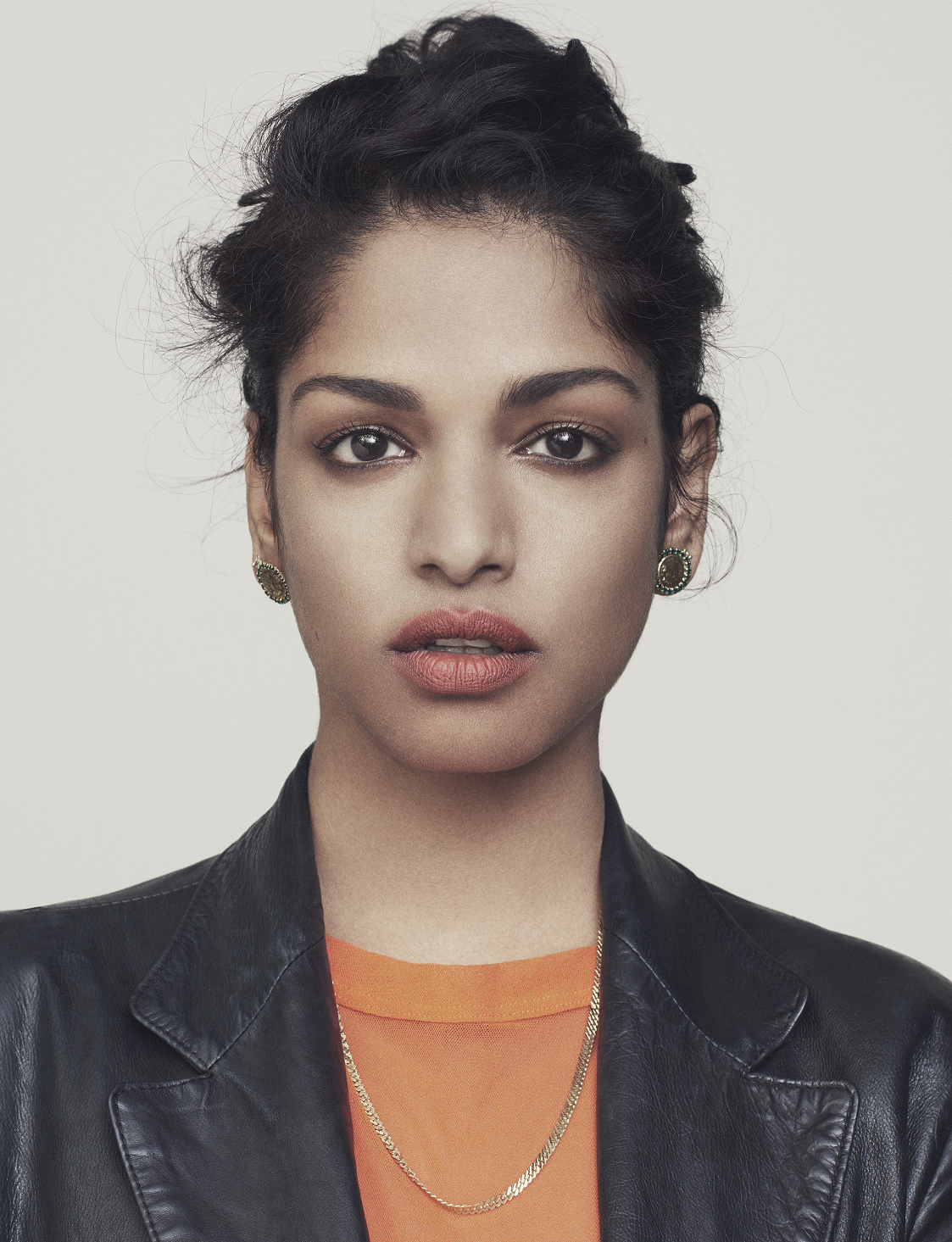
M. I. A. (* 1975)

- M. Pokora (* 1985), französischer Sänger
- M., Herbert (1933–2019), deutscher Serienmörder
- M., Sachiko (* 1973), japanische Musikerin und Klangkünstlerin
- M.I.K., Isaac (* 1991), deutsch-ghanaischer Tänzer und Choreograph
- M.I.K.I (* 1989), deutscher Rapper
- M.O.030, deutscher Rapper
- M.O.R.P.H., Alex, deutscher DJ und Musikproduzent
- M6 (* 1997), bosnischer Musikproduzent